# Ecco Jr.
Ecco Jr. è un videogioco d'azione del 1995 sviluppato da Novotrade Software e pubblicato da SEGA per Sega Mega Drive. Spin-off di Ecco the Dolphin, il gioco è stato successivamente distribuito per Wii tramite Virtual Console e Steam, oltre ad essere incluso nella raccolta Sega Mega Drive Collection. Il titolo condivide alcune caratteristiche con Ecco Jr. e la Grande Caccia al Tesoro nell'Oceano! per Sega Pico.

## Modalità di gioco
Versione dal gameplay semplificato di Ecco the Dolphin, in Ecco Jr. è possibile controllare il delfino Ecco, il tursiope Kitnee o l'orca Tara. Il gioco è composto da 27 livelli.